# Lovčice (district de Hradec Králové)
Pour les articles homonymes, voir Lovčice.
Lovčice (en allemand : Lautschitz) est une commune du district et de la région de Hradec Králové, en République tchèque. Sa population s'élevait à 718 habitants en 2022.

## Géographie
Lovčice se trouve à 6 km à l'ouest de Chlumec nad Cidlinou, à 32 km à l'ouest de Hradec Králové et à 69 km à l'est-nord-est de Prague.
La commune est limitée par Běrunice au nord-ouest, par Lišice au nord-est, par Chlumec nad Cidlinou et Převýšov à l'est, par Žiželice et Choťovice au sud, et par Žehuň et Kněžičky à l'ouest.

## Histoire
La première mention écrite de la localité date de 1354.

## Galerie

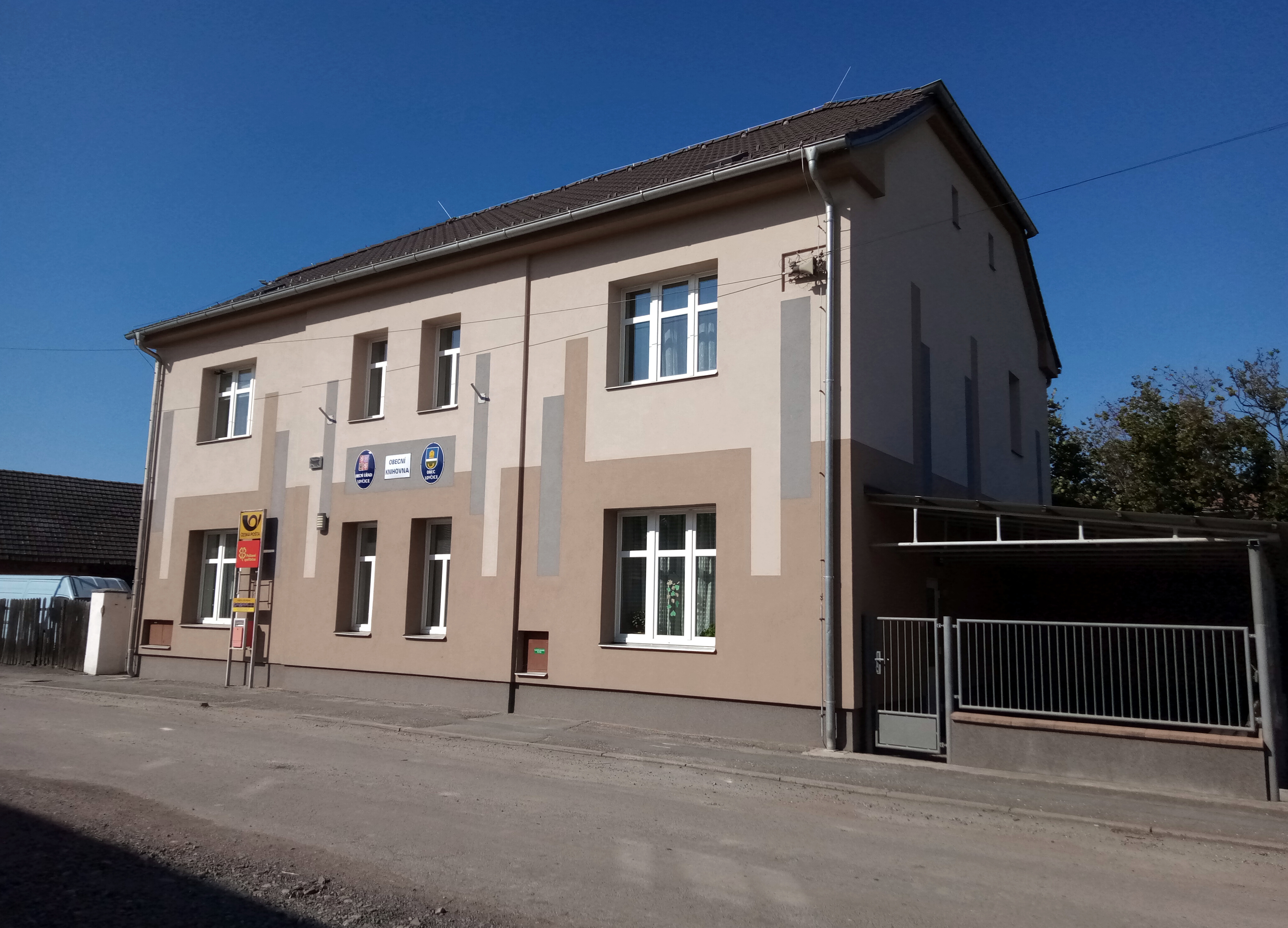
Lovčice : la mairie.
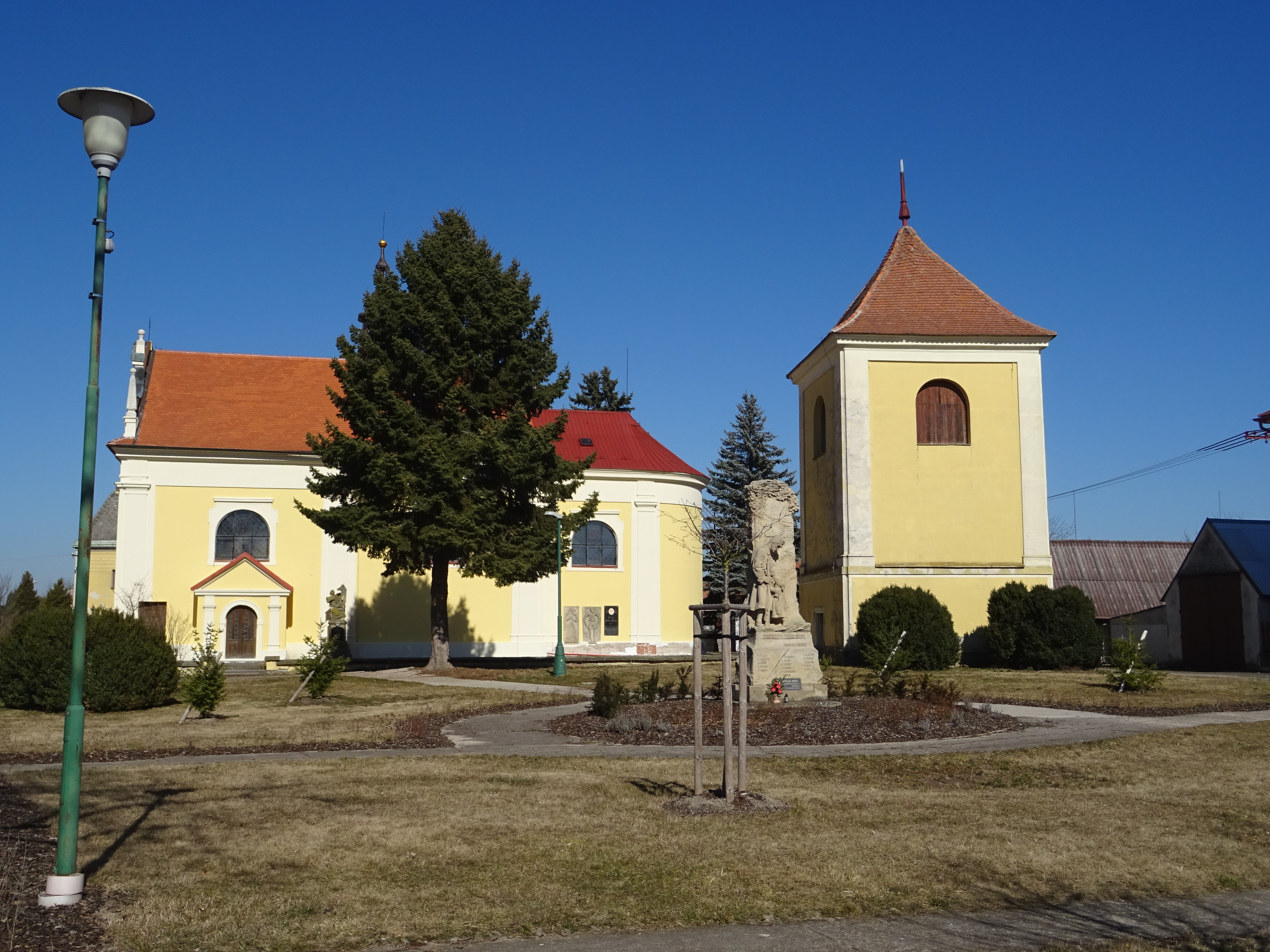
Église Saint-Barthélemy.

## Transports
Par la route, Lovčice se trouve à 6 km de Chlumec nad Cidlinou, à 36 km de Hradec Králové et à 82 km de Prague. 